# Nicola Zamboni
Nicola Zamboni (Bologna, 10 maggio 1943 – Bologna, 16 gennaio 2023) è stato uno scultore italiano.

## Biografia
Fu allievo e assistente di Quinto Ghermandi.
Dopo essersi ritirato dall'Accademia di belle arti di Bologna al terzo anno, nel 1968 si recò in Inghilterra, ospite di Henry Moore.
Nel 1975 iniziò ad insegnare all'Accademia a Bologna e dal 1997 al 2004 fu docente di scultura all'Accademia di belle arti di Brera, dove conobbe Sara Bolzani, l'allieva destinata a diventare anche sua compagna.
Viveva a Sala Bolognese in una grande casa colonica trasformata in residenza-studio, sotto gli argini del fiume Samoggia, insieme alla compagna e collega Sara Bolzani.
Zamboni ritrasse la figura umana con forme realistiche, con un'attenta ricerca del particolare e a grandezza naturale, in grandi opere corali che richiedevano l'impiego di varie tecniche di modellazione: si tratta di sculture realizzate con diversi materiali tra cui ceramica, cemento, pietra, legno, rame.
Suo il grande monumento a Marzabotto posto nel 1975 di fronte alla sede comunale, come pure più monumenti che commemorano la strage di Bologna posti in varie città italiane. Suo anche un piccolo giardino d'ispirazione medievale con statue allegoriche in una delle corti del PEEP Cavedone in via Ferrara a Bologna.

## Opere

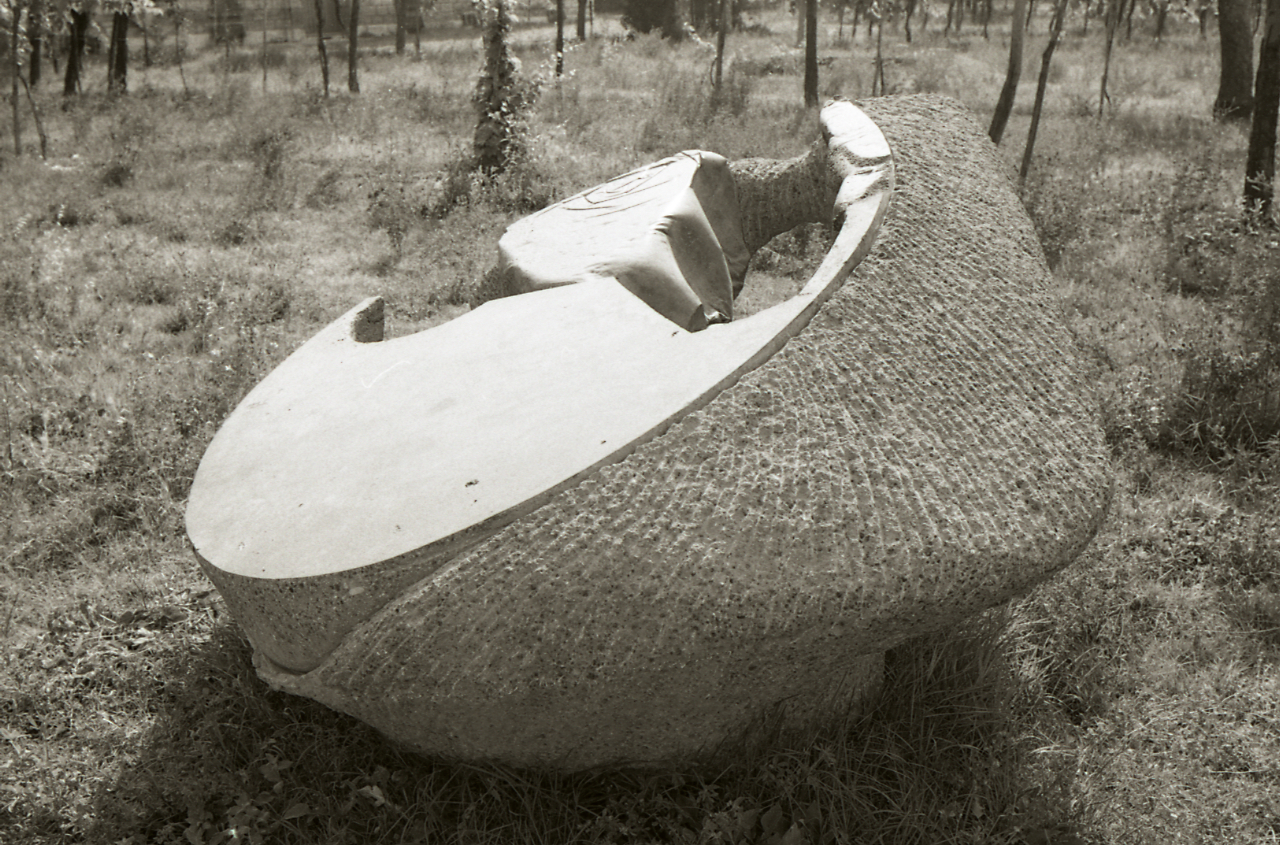
Senza titolo, San Lazzaro di Savena (foto di P. Monti)

- Senza titolo, cemento, San Lazzaro di Savena, Parco della Resistenza (1970-71)
- Esperimenti in cemento, cemento, Zola Predosa, Parco del Lavino (1972)
- Fantasma, pietra d'Istria, Labin, Croazia (1972)

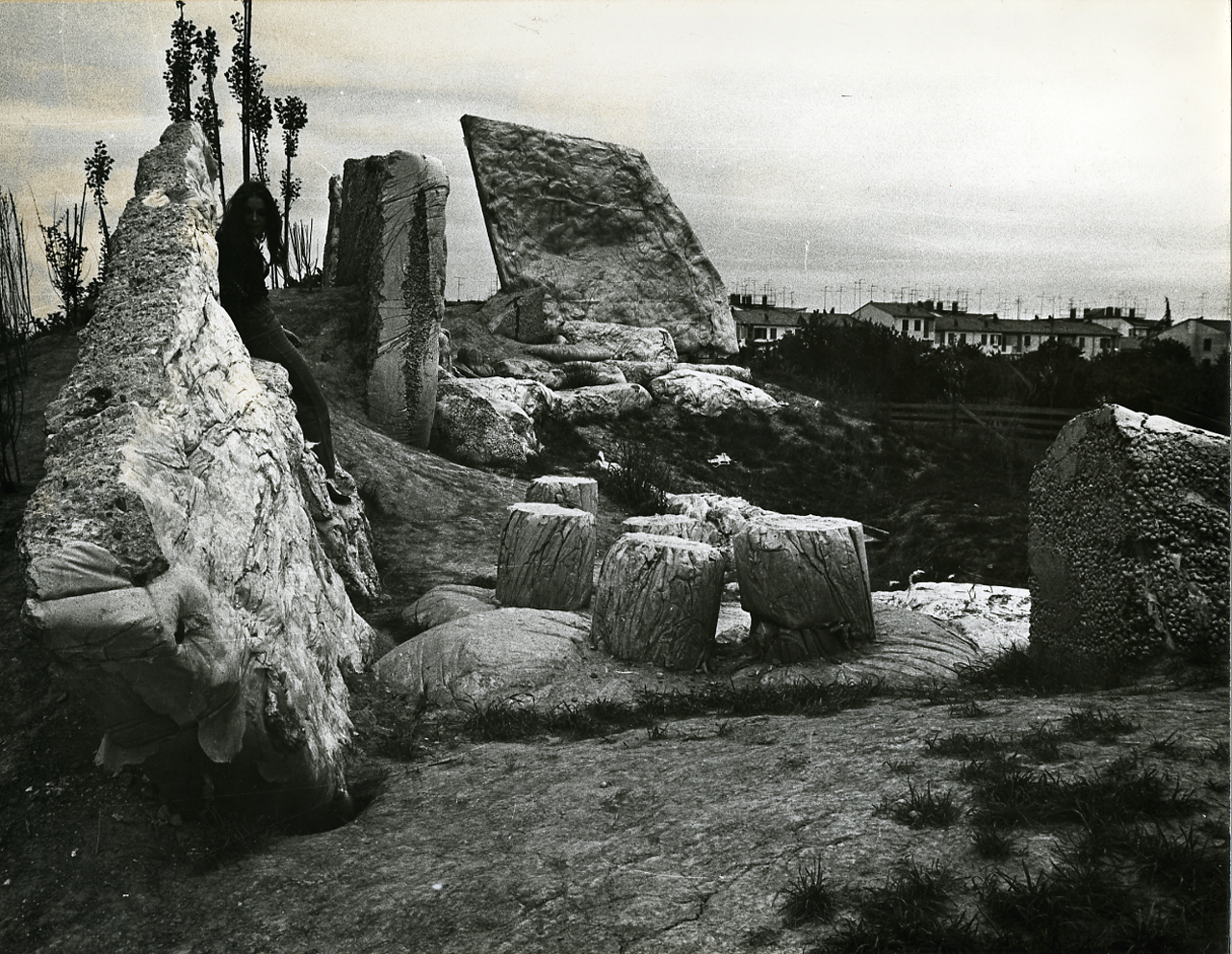
Teatro scultura, Bologna (foto di P. Monti)

- Teatro scultura, cemento, Bologna, Borgo Panigale (1972-73)
- Altare, Fonte Battesimale e Leggio, San Lazzaro di Savena, chiesa di San Francesco d'Assisi (1973)
- Percorso scultoreo, cemento, Zola Predosa, villaggio scolastico (1973)
- Radice, pietra di Vicenza, Castello di Serravalle, biblioteca (1973)
- Monumento alla Resistenza, pietra di Vicenza, già Bologna, ingresso fabbrica G.D, via Battindarno, attualmente ad Anzola dell'Emilia, fabbrica G.D, via Adolfo ed Ettore Magli (1975)
- Monumento ai caduti di Marzabotto, cemento, Marzabotto (1976)
- Ufficio, pietra di Vicenza, già Zola Predosa (Bologna), sede Coop Cam (1976)
- Teatro – Scultura, cemento, Castel Maggiore (1977)
- Tavolo, marmo, Karlsruhe (simposio), Germania (1978)
- Libro, cemento, Bologna, Parco dei Cedri (1979-80)
- Percorso scultoreo, cemento e pietra di Vicenza, Bologna, Pilastro, Parco Pier Paolo Pasolini (1979-84)
- Focolare, tavolo e sedili, pietra di Vicenza, Casalecchio di Reno, parco Talon (1980)
- Monumento alla Resistenza, cemento bianco, Castel Maggiore, parco del Lirone (1980)
- Panchine, cemento, San Lazzaro di Savena, parco del Comune (1980)
- Monumento alla Resistenza, cemento, Ponticelli di Malalbergo (1982)
- Storia alla finestra, Bologna (1981)
- Croce e cornice, San Giovanni in Persiceto (1982)
- Gruppo scultoreo,  cemento, Villanova di Castenaso, Cooperativa Edilfornaciai (1983)
- Scultura in memoria del Professor Ghigi, Bologna (1983)
- Tavolo con sfoglia, Fanano (1983)
- Le dèjeuner sur l'herbe, Sant'Agata Bolognese (1984)
- Porta Reno, Bologna (1984)
- Scultura, Budrio (1984)
- Monumento alla Resistenza, Sant'Agata Bolognese (1985)
- Sacra famiglia, Sant'Agata Bolognese (1985)
- Fontana, Bologna (1986)
- Tavoli e focolari, Bologna (1987)
- Giardino Medievale, Bologna, PEEP Cavedone, via Ferrara - via Genova (1988)
- Ragazzo medievale, Mito (Giappone) (1988)
- Gruppo scultoreo, terracotta, già Bologna, ingresso del Centro Commerciale Via Larga (in parte distrutte), ora Pieve di Cento, Opera pia Galuppi (1990-95)
- Monumento alla Resistenza, rame e marmo, Pegola di Malalbergo (1991)
- Scultura, rame, già Bologna, Sala Corse Ippiche (dispersa) (1991)
- Fiume Reno, terracotta e rame, Bologna, Centro Civico Reno (1992)
- Monumento di Guglielmo Marconi, Mar del Plata (Argentina) (1992)
- Allegoria della mensa, rame, Bologna, sede CAMST (1992-2008)
- Monumento al Presidente della Repubblica della Guinea Equatoriale (1993)
- Monumento al Primo ministro della repubblica della Guinea Equatoriale (1993)
- Monumento di Sandro Pertini, terracotta e rame, già San Lazzaro di Savena, centro sportivo ex Gese (1993)
- Rotolo del cantastorie, rame e ferro, Salaparuta (1993)
- Monumento alle vittime della "uno bianca", terracotta e specchi, Bologna, Parco Pier Paolo Pasolini (1994)
- Monumento a Falcone e Borsellino, rame, già Bologna, piazza Galilei (1994-95)
- Figura Vaso, terracotta, San Giorgio di Piano (1995)
- Libreria, legno, Calderara di Reno, Biblioteca Comunale (1995)
- Monumento a Padre Marella, bronzo, Bologna, via Drapperie (1995)

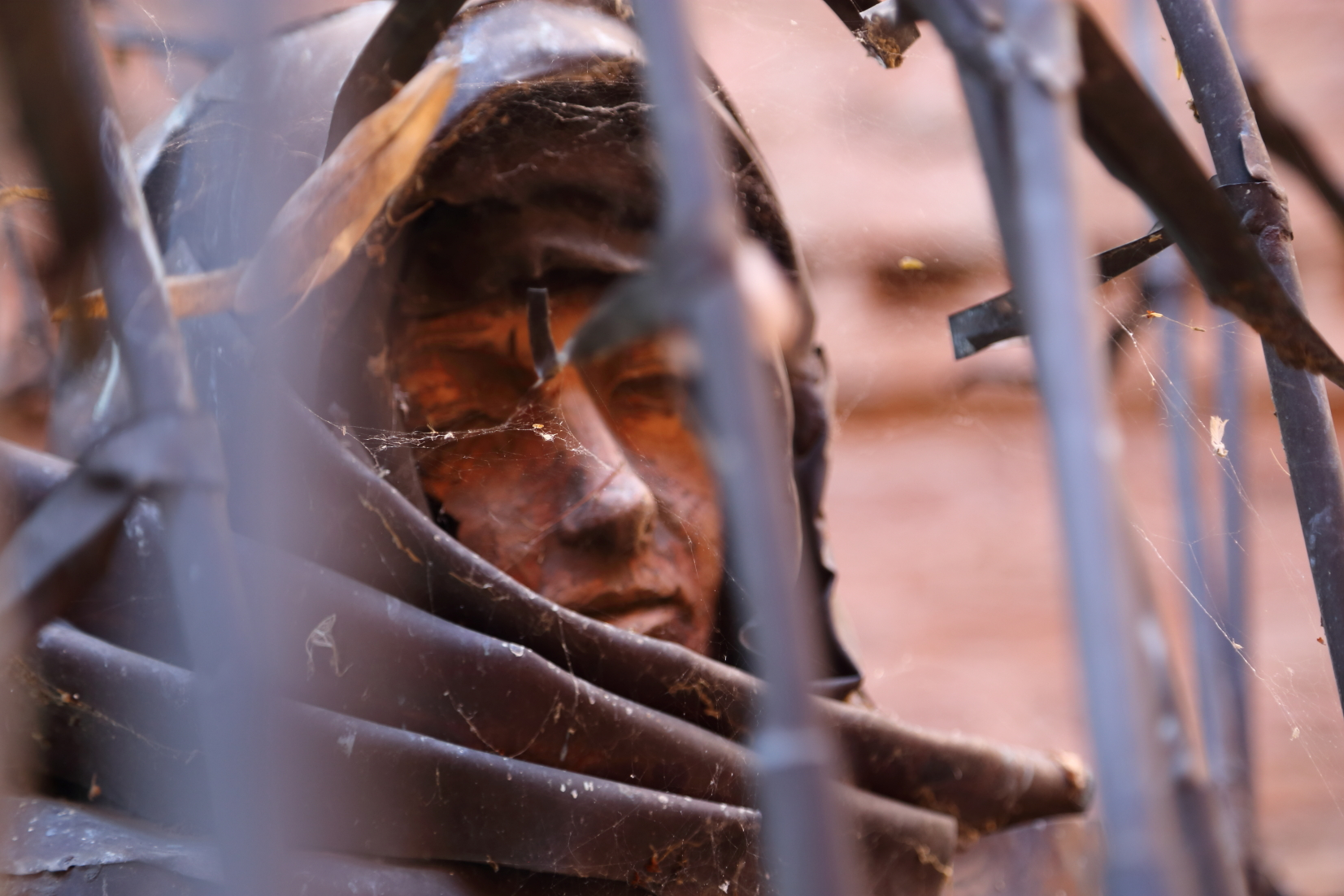
Donna nel canneto (particolare), Bentivoglio

- Monumento a Guglielmo Marconi, Lima (Perù) (1995)
- Monumento a Guglielmo Marconi, Santiago del Cile (1995)
- Pinocchio fra i gendarmi, rame, Casalecchio di Reno (1995)
- Ricordi della Scuola, Borgo Panigale, Bologna (1995)
- Scultura nave, Riccione (1995)
- Donna nel canneto, Bentivoglio (1996)

- Monumento a Guglielmo Marconi, Melbourne (Australia) (1996)
- Monumento a Guglielmo Marconi, Sydney (Australia) (1996)
- Sculture per scavi del teleriscaldamento, Reggio Emilia (1996)
- Dodici mesi, Bologna (1997)
- Lapide in ricordo dei caduti, Sant'Agata Bolognese (1997)
- Monumento al minatore emigrato (a Roberto Vitali), Pietracolora (1997)
- Monumento alle vittime della "uno bianca", Trebbo di Reno, Castel Maggiore (1997)
- Tomba di Dino Bonzagni, Cento (1997)
- Lavandaie, Sant'Agata Bolognese (1998)
- Libro della memoria, Bentivoglio (1998)
- Monumento ai caduti di Serravalle,  rame e pietra serena, Castello di Serravalle (1998)
- Pozzo della storia, rame, Sant'Agata Bolognese (1998)
- Recinzione, rame, Fiorano Modenese, Scuole Ferrari (1998)
- San Giorgio e il Drago; Astronomo, rame, Ferrara Centro Commerciale le Mura (1998)
- Tavolo, pietra di Vicenza, San Pietro in Casale, biblioteca (1998)
- Barca con ninfe, rame, San Giorgio di Piano (1999)
- Cristo Salvatore, terracotta, San Giovanni in Persiceto (1999)
- Monumento alla Resistenza, rame, marmo e mattoni, Casoni di Malalbergo (1999)
- Vela del Sapere, rame, Sala Bolognese (1999)
- Granchio, rame, Ostellato (2000)
- Latte, rame e marmo, già Granarolo dell'Emilia, oggi Bentivoglio, Villa Smeraldi, Museo della civiltà contadina (2000) (in collaborazione con Sara Bolzani)
- Figure, Argenta, Museo della Bonifica Renana (2001) (in collaborazione con Sara Bolzani)
- Monumento a Don Lorenzo Milani, rame, Altedo di Malalbergo (2001) (in collaborazione con Sara Bolzani)
- Monumento a Garibaldi, rame, Altedo di Malalbergo, scuola (2001) (in collaborazione con Sara Bolzani)

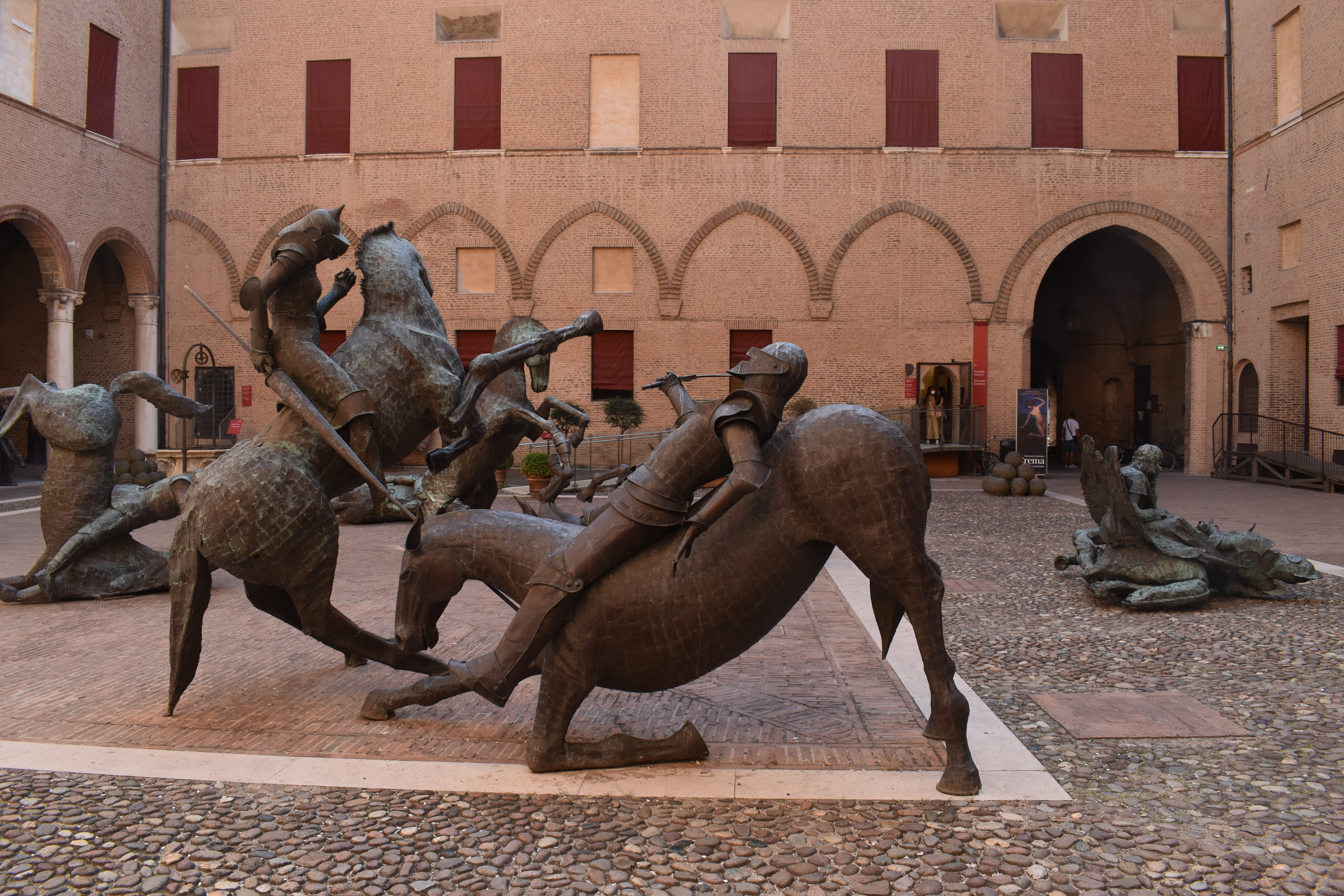
Umanità, cortile del Castello Estense, Ferrara

- Umanità, rame (2002), già Bologna, cortile di palazzo d'Accursio (in collaborazione con Sara Bolzani)
- Appendino, rame, Castelvetro (2002) (in collaborazione con Sara Bolzani)
- Cooperando, bronzo, Zola Predosa, sede Manutencoop (2002) (in collaborazione con Sara Bolzani)
- Mondine, rame, Bentivoglio (2003)  (in collaborazione con Sara Bolzani)
- Monumento agli Artigiani, rame, quartiere industriale delle Roveri, Bologna (2004) (in collaborazione con Sara Bolzani)
- Statua di Viviana Manservisi, bronzo, Pieve di Cento, opera Pia Galuppi (2004)
- Pannello, rame, Sant'Agata Bolognese, sala Consigliare (2004)
- Porta d'accesso, rame, Altedo di Malalbergo (2004) (in collaborazione con Sara Bolzani)
- Giulietta Masina, rame e terracotta, San Giorgio di Piano (2005) (in collaborazione con Sara Bolzani)
- Cavalieri in battaglia e San Giorgio e il Drago, rame, San Giorgio di Piano (2006) (in collaborazione con Sara Bolzani)
- Figure di passaggio, rame, Fruges, Massa Lombarda, Rotonda Selice (2006) (in collaborazione con Sara Bolzani)
- Gesù Bambino benedicente, terracotta, chiesa Sant’Eugenio, Bologna (2006) (colorazione di Gisella Arlotti)
- Gli Scariolanti, rame, Baricella (2007) (in collaborazione con Sara Bolzani)
- Mondine al lavoro, rame, San Pietro in Casale (2007) (in collaborazione con Sara Bolzani)

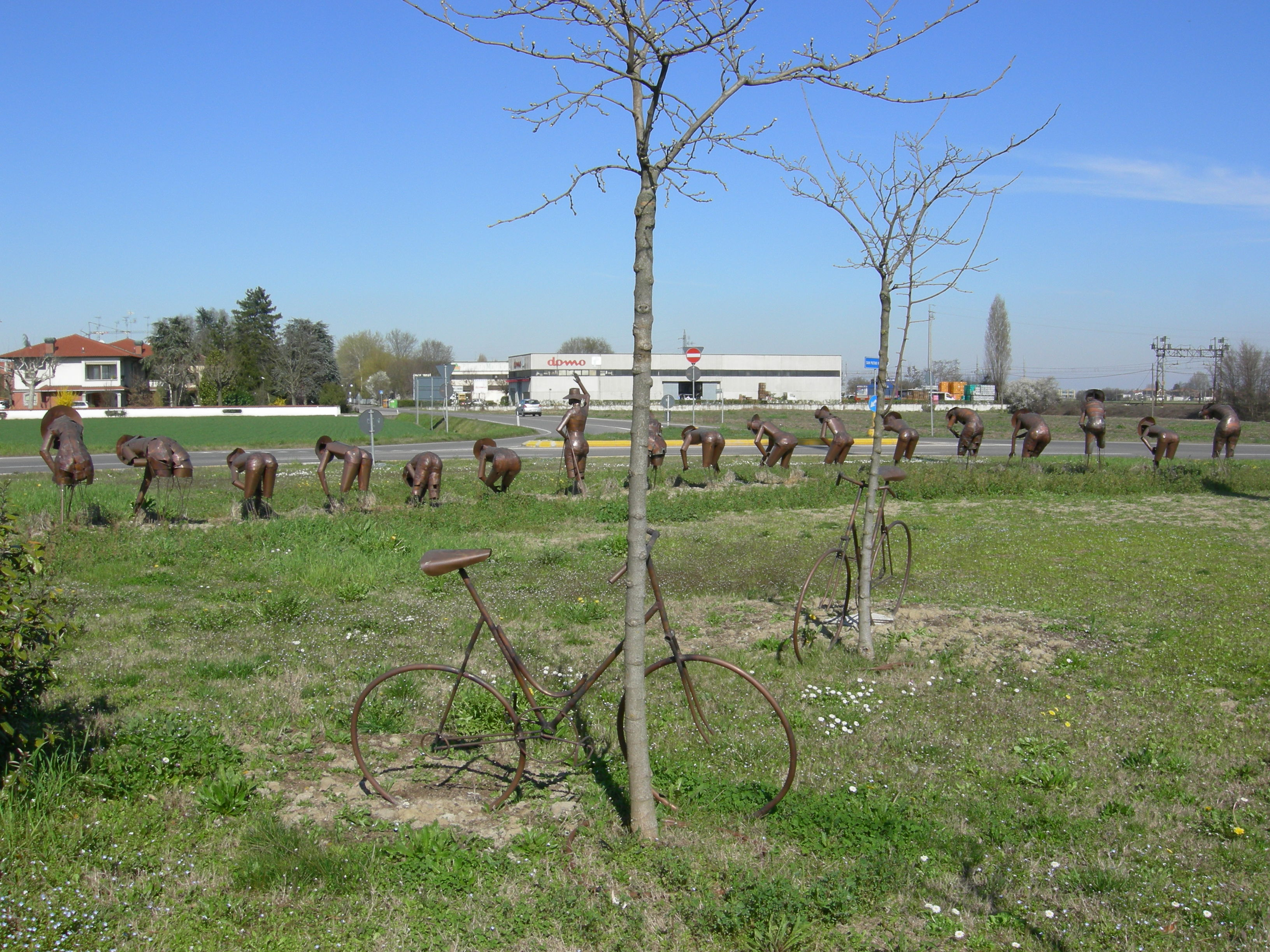
Mondine al lavoro, San Pietro in Casale

- Nicos Ksiluris, bronzo, Creta, Anogeia, teatro (2007)
- Soci fondatori della Cooperativa Ansaloni, rame, Bologna, Cooperativa Ansaloni (2007) (in collaborazione con Sara Bolzani)
- Bersagliere, rame, Anzola dell'Emilia (2008) (in collaborazione con Sara Bolzani)
- Monumento a Guglielmo Marconi, rame e bronzo, Sasso Marconi (2008) (in collaborazione con Sara Bolzani)
- Veduta, rame, Porto Garibaldi (2009) (in collaborazione con Sara Bolzani)
- Cavallo, rame, Arezzo (2010) (in collaborazione con Sara Bolzani)
- Monumento a Garibaldi e Anita, rame, Porto Garibaldi (2011) (in collaborazione con Sara Bolzani)
- Cavallo, rame, Arezzo (2012) (in collaborazione con Sara Bolzani)
- Calabroni, rame e nido di insetti, Corpo Reno, campo scolastico (2013)